# Бонк, Яцек
Я́цек Бонк (пол. Jacek Bąk; род. 24 марта 1973, Люблин) — польский футболист, защитник.

## Биография
Бонк дебютировал в большом футболе в составе клуба «Мотор» из родного Люблина в возрасте 16 лет. Два года спустя он был приглашён в познанский «Лех» и в первый же год выиграл с клубом титул чемпиона Польши. Вскоре Бонк обратил на себя внимание тренеров сборной и 1 февраля 1993 года дебютировал в национальной команде в товарищеской игре с Кипром.
В 1995 году Бонк перебрался во Францию, подписав контракт с «Лионом». За 5 сезонов в «Лионе» Бонк сыграл в 114 играх. После этого он ещё три с половиной сезона провёл в «Лансе», а в 2005 году уехал в Катар играть за местный клуб «Эр-Райян». В 2007 году Бонк вернулся в Европу, где в 2010 году завершил карьеру в венской «Аустрии».
Бонк вместе с польской сборной принимал участие в чемпионатах мира 2002 и 2006 годов и в Евро-2008, на последнем турнире был капитаном команды.

## Достижения
- Чемпион Польши: 1992/93 («Лех»)
- Обладатель Кубка Интертото: 1997 («Олимпик» Лион)
- 2-е место в чемпионате Франции: 2000/01 («Олимпик» Лион), 2001/02 («Ланс»)
- 3-е место в чемпионате Франции: 1998/99, 1999/2000 («Олимпик» Лион)
- Обладатель Кубка Лиги: 2000/01 («Олимпик» Лион)
- Финалист Кубка Лиги: 1995/96 («Олимпик» Лион)
- Обладатель Кубка эмира Катара: 2006 («Эр-Райян»)
- 3-е место в чемпионате Австрии: 2007/08, 2008/09 («Аустрия» Вена)

## Семья
Жена Анна, сын Яцек.